# Monethe cajetanus
Monethe cajetanus är en fjärilsart som beskrevs av Otto Staudinger 1888. Monethe cajetanus ingår i släktet Monethe och familjen Riodinidae. Inga underarter finns listade i Catalogue of Life.